# Luigi Ungaro
Luigi Ungaro (Brindisi, 8 gennaio 1954) è un ex cestista e allenatore di pallacanestro italiano.

## Carriera
Ala Piccola di 196 cm, inizia la sua carriera di cestista nelle giovanili della Libertas Brindisi; nel 1970-71 viene ceduto alla Ignis Varese di Aza Nikolić e Nico Messina.
Torna l'anno successivo a Brindisi, sponda ASSI - Azzurra prima, e Libertas Brindisi di "Big" Elio Pentassuglia poi. Sbarca quindi alla Sarila Rimini di coach Marchionetti nel campionato 1973-74.
Nelle due stagioni successivi gioca ad Orvieto, per poi passare all'Olimpia Pistoia.
Nella città toscana gioca inizialmente alla corte di coach Paolo Fantoni e contemporaneamente allena le giovanili; ma visti i buonissimi risultati della squadra giovanile,  viene promosso a campionato in corso alla guida della prima squadra dell'Olimpia Pistoia che invece navigava in brutte acque; al timone della squadra bianco-rossa vanta una striscia di 8 vittorie consecutive.
L'anno successivo torna in campo e il roster pistoiese viene assegnato al coach livornese Paolo Cianfrini con cui chiuderà la carriera di giocatore.
Negli anni seguenti torna ad allenere a tempo pieno le giovanili di Pistoia e in seguito quelle di Montecatini, per poi passare negli anni 90 alla guida delle squadre femminili di Catanzaro e Pallacanestro Valdarno.